# Naria helvola
Naria helvola – gatunek porcelanki. Osiąga od 8 do 36 mm, standardowo około 20–25 mm. Spód muszli tej porcelanki jest wybarwiony na kolor miodowy, stąd też wzięła się jej nazwa.

## Występowanie
Naria helvola występuje w obszarze wód indopacyficznych – u wschodnich wybrzeży Afryki, południowych wybrzeży Azji oraz północnej Australii, szczególnie licznie w pobliżu Filipin.